# يونكرز يو 288

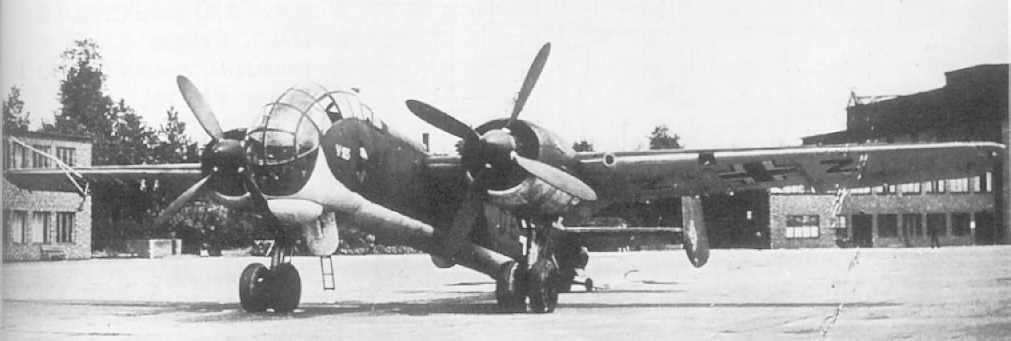
النموذج الأولي لـ يونكرز يو 288بي

يونكرز يو 288 المعروفة أصلاً في شركة يونكر باسم EF 074، هي مشروع قاذفة قنابل ألمانية تم تصميمها خلال الحرب العالمية الثانية، والتي طارت فقط في شكل نموذج أولي. حلقت أول طائرة في 22 طائرة في 29 نوفمبر 1940.
كانت يونكرز يو 288 هي الفائزة في مسابقة قاذفة بي، على الرغم من أن المسابقة بدأت بواسطة تقديم شركة يونكر EF 074. كان المقصود في الأصل من القاذفة بي هو قاذفات سريعة تحل محل يونكرز يو 88. عرضت الطائرة يونكر 288 تصميمًا أكبر حجماً، وكانت قادرة على القيام بمهام على ارتفاعات عالية بمدى أطول، وحمولة أكبر بكثير من القنابل، وكانت أسرع، وحسّنت من قوتها الدفاعية.
تطلب توفير كل هذه المتطلبات في هيكل الطائرة الواحدة محركات أكثر قوة، واعتمدت جميع أسس قاذفات القنابل بي، على محرك يونكرز جومو 222 لتوفير هذه الطاقة. في نهاية المطاف، فلت طائرة يونكرز جومو 222 فشلًا على الرغم من الجهود الهائلة لإعادة التصميم عدة مرات خلال عدة سنوات، كما تم إنتاج ما يقرب من 300 نموذج اولي. لم يكن هناك أي بديل مناسب على الإطلاق، حيث تم إطلاق برنامج يو 288، وبقيت لوفتفافه بتصميمات قاذفات أقدم خلال النصف الثاني من الحرب العالمية الثانية.